# Tyfon (mytologisk varelse)

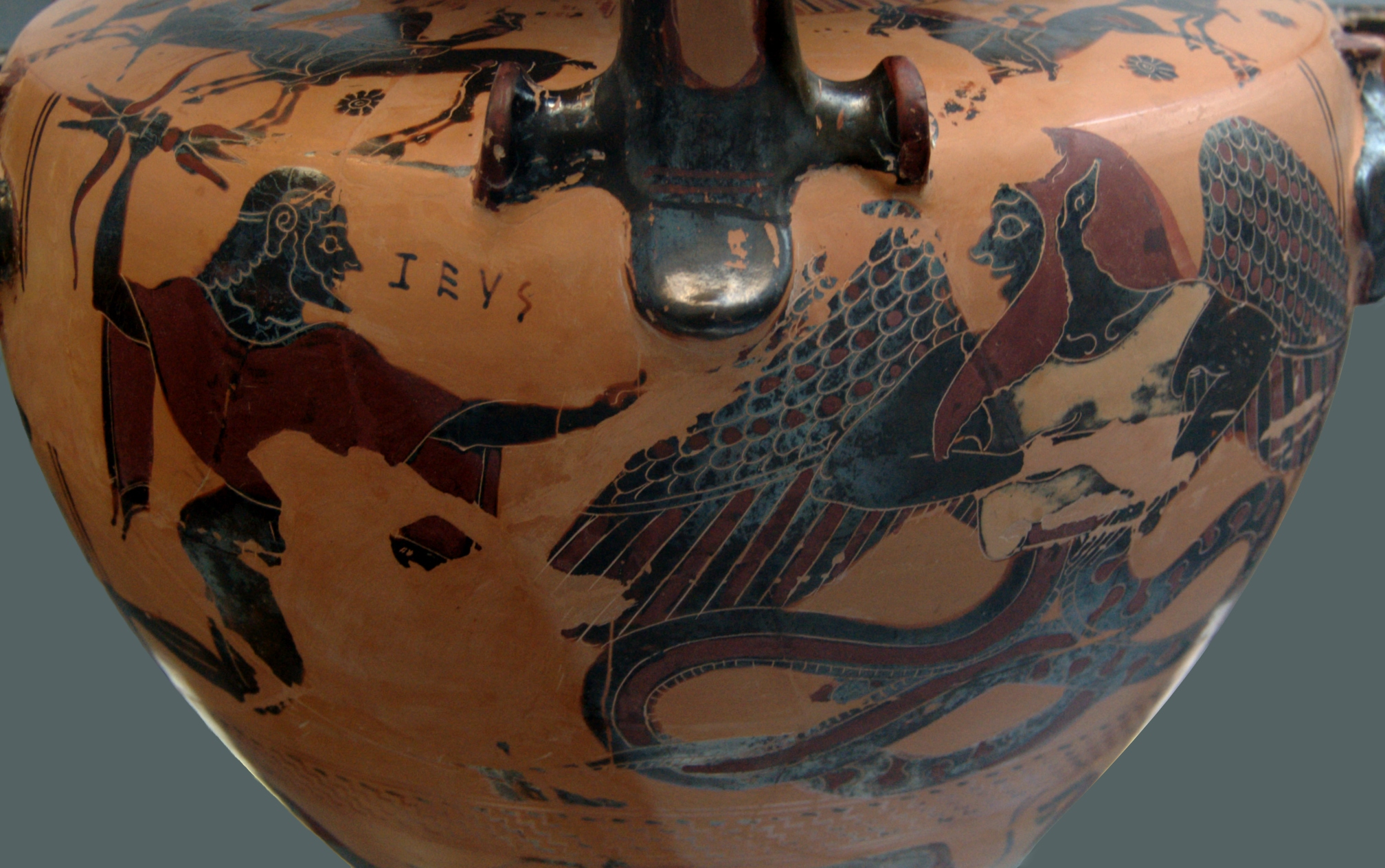
Zeus slungar en blixt mot Tyfon

Tyfon var inom grekisk mytologi en av de grekiska gudarnas värsta fiender.
Tyfon var ett enormt vidunder med hundra väsande och eldsprutande ormhuvuden. Han var avkomma till Gaia, den stora jordmodern, och Tartaros, som var personifikation av den mörkaste och djupaste delen av underjorden där Hades regerade. Tillsammans med sin syster och hustru Echidna fick Tyfon många barn. Bland dem fanns hydran, Kerberos, Orthos, Chimaira, nemiska lejonet, sfinxen och den örn som åt Prometheus lever.
Tyfon stred mot Olympens gudar om världsherraväldet och tillfångatog Zeus och höll honom fången tills denne med Hermes hjälp blev befriad. Zeus vältrade berget Etna över Tyfon och begravde honom där; än idag sprutar hans mun eld och lava ut ur vulkanen Etna. 
I senantiken sammanställdes Tyfon med den egyptiske guden Set.